# Władimir Grinin (dyplomata)
Władimir Michajłowicz Grinin (ros. Владимир Михайлович Гринин, ur. 15 listopada 1947) – rosyjski dyplomata; wieloletni pracownik radzieckiego i rosyjskiego Ministerstwa Spraw Zagranicznych oraz placówek dyplomatycznych. Od maja 2006 do czerwca 2010 Ambasador Federacji Rosyjskiej w Polsce.

## Życiorys
W 1971 ukończył studia w Moskiewskim Państwowym Instytucie Stosunków Międzynarodowych, a w 1982 w Akademii Dyplomatycznej MSZ ZSRR.
Od 1971 pracuje w dyplomacji. W latach 1973–1980 był pracownikiem Ambasady ZSRR w RFN. W latach 1982–1986 uczestniczył w negocjacjach amerykańsko-radzieckich nt. rozbrojenia i kontroli zbrojeń w Genewie. Od 1986 pracował w Ambasadzie ZSRR w NRD, a od 1990 w Ambasadzie w Niemczech.
W latach 1994–1996 był dyrektorem Departamentu Europejskiego IV MSZ Rosji oraz członkiem kolegium Ministerstwa. W 1996 objął funkcję Ambasadora Rosji w Austrii. Po czteroletnim pobycie w Wiedniu powrócił do pracy w centrali MSZ: w latach 2000–2003 sprawował funkcje dyrektora Sekretariatu Generalnego, Sekretarza Generalnego oraz członka kolegium. W latach 2003–2006 był Ambasadorem w Finlandii.
W maju 2006 objął obowiązki Ambasadora Federacji Rosyjskiej w Polsce. 11 czerwca 2010 na uroczystości pożegnania ambasadora odznaczono go medalem „Pro Masovia”.
W czerwcu 2010 Władimir Grinin został powołany na stanowisko Ambasadora Nadzwyczajnego  i Pełnomocnego Federacji Rosyjskiej w Niemczech.